# Musgo acrocárpico

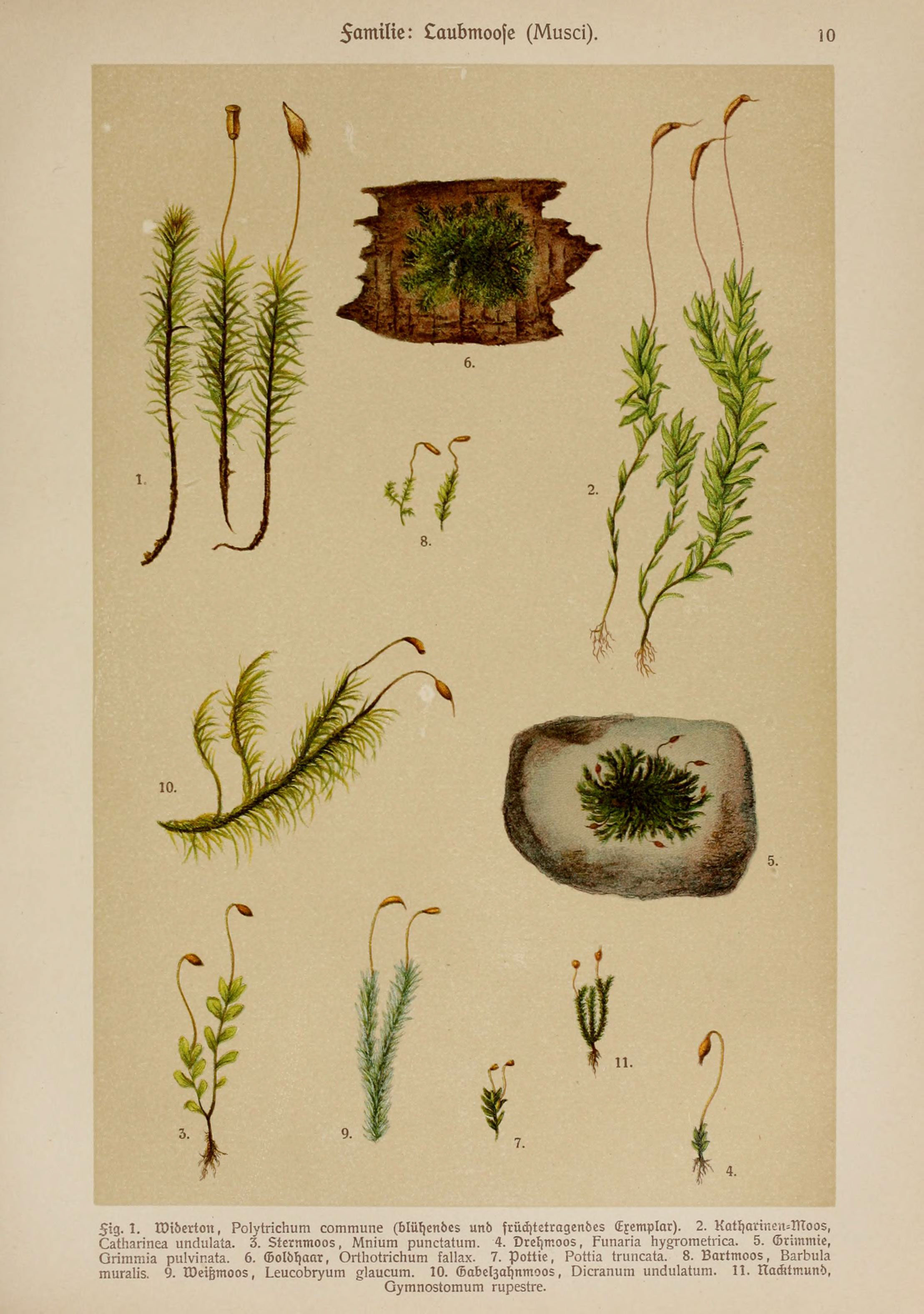
Musgos acrocárpicos.

Musgo acrocárpico (grego: de ἄκρος (ákros), "extremo, ponta"; -καρπός (karpós), "fruto"; "com frutos terminais") é a designação dada em anatomia vegetal aos musgos que apresentam arquegónios apenas na extremidade distal do seu eixo principal, o que lhes confere um aspecto erecto. Nestes musgos, o caulídio é pouco ramificado, dando lugar à formação de tufos em forma de almofada, formados por gametófitos geralmente erectos, com eixo principal de crescimento limitado e esporófito geralmente terminal.
A utilização da divisão dos briófitos em «musgos pleurocárpicos» (os «musci pleurocarpi») e «musgos acrocárpicos» (os «musci acrocarpi») ganhou popularidade com a classificação dos musgos proposta por Samuel Elisée Bridel-Brideri, que cunhou os termos nas primeiras décadas do século XIX e, apesar de não ter significado taxonómico, continua a ser amplamente utilizada.